# 야마노메정
야마노메정(山目町)은 이와테현 니시이와이군에 설치되었던 정이다. 현재의 이치노세키시에 해당한다.

## 연혁
- 1889년 4월 1일 - 정촌제 시행에 따라 야마노메촌과 아카오기촌이 합병해 신제의 야마노메촌이 발족.
- 1948년 1월 1일 - 정제 시행해 야마노메정이 됨.
- 1948년 4월 1일 - 이치노세키정·나카사토촌·마타키촌과 합병해 이치노세키시가 됨.

## 교통

### 철도
- 일본국유철도 도호쿠 본선